# Camilo Domingos
José Alberto Rodríguez Silva, conegut artísticament com a Camilo Domingos (Conceição, illa de Príncipe, 14 de febrer de 1965 - São Tomé i Príncipe, 7 d'agost de 2005) és un cantant de São Tomé i Príncipe d'origen capverdià, un dels més destacats i coneguts de São Tomé i Príncipe.
Va néixer a l'illa de Príncipe de pare capverdià i mare originària de Guinea Bissau. Va començar la seva carrera musical molt jovenet, el 1973. Fou llençat al mercat musical portuguès en la dècada de 1990 per Camucuço, productor musical del seu primer àlbum, Morena, editat per IEFE Discos el 1991. Ha editat un total d'11 àlbums, inclosos Badjuda, És Meu Amor, Maninha My Love, Nada a Ver, Sunduro, Nha Vida é Tchora, i el darrer, Dor de Mundo amb el que acabà la seva carrera. Ha participat en nombrosos concerts i festivals a Angola, São Tomé i Príncipe, els Estats Units i Portugal. Va morir el 7 d'agost de 2005 degut a una malaltia incurable

## Discografia
- Morena (1991)
- Man Le Le (1993)
- Nada a Ver (1994)
- Dinheiro (1995)
- Badjuda
- És Meu Amor,
- Maninha My Love
- Sunduro
- Nha Vida é Tchora
- Dor de Mundo [Portuguese: Douro do Mundo]